# Campeonato Uruguayo de Primera División 1958
El Campeonato Uruguayo 1958 fue el 54° torneo de Primera División del fútbol uruguayo, correspondiente al año 1958. Contó con la participación de 10 equipos, los cuales se enfrentaron en sistema de todos contra todos a dos ruedas.
El campeón fue el Club Atlético Peñarol, que se alzó con su vigésimo primer título de Primera División. Por otra parte el recién ascendido Sud América cumplió una buena campaña ubicándose en el cuarto puesto.
En la parte baja de la tabla descendió a Segunda División el Centro Atlético Fénix.

## Participantes

### Ascensos y descensos
| Equipo      | Ascendido como                      |
| ----------- | ----------------------------------- |
| Sud América | Campeón de la Segunda División 1957 |

| Equipo      | Descendido como           |
| ----------- | ------------------------- |
| Sud América | 10° Primera División 1957 |

## Campeonato

### Tabla de posiciones
| Pos. | Equipo               | PJ | PG | PE | PP | GF | GC | Dif. | Pts. |
| ---- | -------------------- | -- | -- | -- | -- | -- | -- | ---- | ---- |
| 1º   | Peñarol              | 18 | 10 | 4  | 4  | 33 | 16 | +17  | 24   |
| 2º   | Nacional             | 18 | 8  | 7  | 3  | 37 | 15 | +22  | 23   |
| 3º   | Rampla Juniors       | 18 | 10 | 3  | 5  | 29 | 18 | +11  | 23   |
| 4º   | Sud América          | 18 | 7  | 7  | 4  | 20 | 16 | +4   | 21   |
| 5º   | Montevideo Wanderers | 18 | 5  | 8  | 5  | 26 | 28 | -2   | 18   |
| 6º   | Liverpool            | 18 | 7  | 3  | 8  | 26 | 40 | -14  | 17   |
| 7º   | Defensor             | 18 | 5  | 6  | 7  | 32 | 32 | 0    | 16   |
| 8º   | Cerro                | 18 | 3  | 8  | 7  | 20 | 26 | -6   | 14   |
| 9º   | Danubio              | 18 | 2  | 9  | 7  | 24 | 35 | -11  | 13   |
| 10º  | Fénix                | 18 | 3  | 5  | 10 | 24 | 45 | -21  | 11   |

|  | Campeón Uruguayo.             |
|  | Desciende a Segunda División. |

|                                                   |
| Uruguay                                           |
| Campeón Uruguayo 1958 Peñarol 21.er título de AUF |

### Fixture
| Montevideo Wanderers | 3-3 | Cerro    |
| Rampla Juniors       | 2-1 | Peñarol  |
| Liverpool            | 3-2 | Defensor |
| Sud América          | 1-1 | Fénix    |
| Nacional             | 2-2 | Danubio  |

| Peñarol     | 3-1 | Liverpool            |
| Nacional    | 2-2 | Defensor             |
| Fénix       | 1-1 | Cerro                |
| Danubio     | 1-1 | Montevideo Wanderers |
| Sud América | 1-0 | Rampla Juniors       |

| Nacional       | 0-0 | Sud América          |
| Defensor       | 5-0 | Cerro                |
| Rampla Juniors | 2-0 | Danubio              |
| Peñarol        | 4-0 | Fénix                |
| Liverpool      | 1-0 | Montevideo Wanderers |

| Peñarol   | 4-0 | Montevideo Wanderers |
| Defensor  | 2-0 | Rampla Juniors       |
| Nacional  | 3-1 | Cerro                |
| Danubio   | 2-0 | Sud América          |
| Liverpool | 1-0 | Fénix                |

| Nacional             | 2-0 | Fénix    |
| Sud América          | 1-0 | Peñarol  |
| Rampla Juniors       | 1-0 | Cerro    |
| Liverpool            | 4-2 | Danubio  |
| Montevideo Wanderers | 1-0 | Defensor |

| Peñarol        | 1-0 | Cerro                |
| Nacional       | 2-0 | Montevideo Wanderers |
| Defensor       | 4-1 | Danubio              |
| Rampla Juniors | 4-1 | Fénix                |
| Liverpool      | 0-0 | Sud América          |

| Rampla Juniors | 0-0 | Nacional             |
| Peñarol        | 2-1 | Danubio              |
| Cerro          | 5-0 | Liverpool            |
| Fénix          | 1-1 | Montevideo Wanderers |
| Sud América    | 2-2 | Defensor             |

| Montevideo Wanderers | 3-0 | Sud América |
| Peñarol              | 0-0 | Nacional    |
| Fénix                | 3-1 | Defensor    |
| Danubio              | 1-1 | Cerro       |
| Rampla Juniors       | 5-1 | Liverpool   |

| Peñarol              | 3-0 | Defensor       |
| Nacional             | 4-1 | Liverpool      |
| Danubio              | 3-1 | Fénix          |
| Sud América          | 1-0 | Cerro          |
| Montevideo Wanderers | 1-0 | Rampla Juniors |

| Cerro       | 3-2 | Montevideo Wanderers |
| Peñarol     | 1-0 | Rampla Juniors       |
| Liverpool   | 3-1 | Defensor             |
| Sud América | 2-2 | Fénix                |
| Nacional    | 5-1 | Danubio              |

| Peñarol        | 2-2 | Liverpool            |
| Nacional       | 4-1 | Defensor             |
| Cerro          | 3-1 | Fénix                |
| Danubio        | 2-2 | Montevideo Wanderers |
| Rampla Juniors | 3-2 | Sud América          |

| Sud América          | 1-0 | Nacional       |
| Cerro                | 0-0 | Defensor       |
| Danubio              | 1-1 | Rampla Juniors |
| Peñarol              | 3-1 | Fénix          |
| Montevideo Wanderers | 2-1 | Liverpool      |

| Montevideo Wanderers | 3-2 | Peñarol  |
| Rampla Juniors       | 1-0 | Defensor |
| Nacional             | 1-1 | Cerro    |
| Sud América          | 0-0 | Danubio  |
| Liverpool            | 4-3 | Fénix    |

| Nacional             | 8-1 | Fénix    |
| Sud América          | 2-1 | Peñarol  |
| Rampla Juniors       | 0-0 | Cerro    |
| Liverpool            | 1-1 | Danubio  |
| Montevideo Wanderers | 2-2 | Defensor |

| Peñarol     | 0-0 | Cerro                |
| Nacional    | 0-0 | Montevideo Wanderers |
| Defensor    | 4-4 | Danubio              |
| Fénix       | 3-1 | Rampla Juniors       |
| Sud América | 4-0 | Liverpool            |

| Rampla Juniors | 2-0 | Nacional             |
| Peñarol        | 3-1 | Danubio              |
| Liverpool      | 3-1 | Cerro                |
| Fénix          | 1-1 | Montevideo Wanderers |
| Defensor       | 1-0 | Sud América          |

| Montevideo Wanderers | 0-0 | Sud América |
| Peñarol              | 2-1 | Nacional    |
| Defensor             | 4-2 | Fénix       |
| Danubio              | 0-0 | Cerro       |
| Rampla Juniors       | 2-0 | Liverpool   |

| Peñarol        | 1-1 | Defensor             |
| Nacional       | 3-0 | Liverpool            |
| Fénix          | 2-1 | Danubio              |
| Sud América    | 3-1 | Cerro                |
| Rampla Juniors | 5-4 | Montevideo Wanderers |